# Richard F. Larsen
Richard F. Larsen (* 1936) ist ein US-amerikanischer Politiker. Zwischen 1969 und 1973 war er Vizegouverneur des Bundesstaates North Dakota.

## Werdegang
Die Quellenlage über Richard Larsen ist sehr schlecht. Sicher ist, dass er zumindest zeitweise in North Dakota lebte und Mitglied der Republikanischen Partei wurde. In den Jahren 1965 und 1966 saß er als Abgeordneter im Repräsentantenhaus von North Dakota; von 1967 bis 1968 gehörte er dem Staatssenat an. 1968 wurde Larsen an der Seite von William L. Guy zum Vizegouverneur von North Dakota gewählt. Dieses Amt bekleidete er zwischen 1969 und 1973. Dabei war er Stellvertreter des Gouverneurs und Vorsitzender des Staatssenats. Im Jahr 1972 scheiterte er knapp bei den Gouverneurswahlen seines Staates. Später wurde er Special Assistant to Secretary of the Treasury sowie Mitglied im Kuratorium des Columbia College Hollywood in Kalifornien.